# Ischnosiphon leucophaeus
Ischnosiphon leucophaeus är en strimbladsväxtart som först beskrevs av Eduard Friedrich Poeppig och Stephan Ladislaus Endlicher, och fick sitt nu gällande namn av Friedrich August Körnicke. Ischnosiphon leucophaeus ingår i släktet Ischnosiphon och familjen strimbladsväxter.

## Underarter
Arten delas in i följande underarter:
- I. l. leucophaeus
- I. l. ramosus